# Analog Science Fiction and Fact
Analog Science Fiction and Fact, egentligen Analog Science Fact & Science Fiction, är en amerikansk science fiction-tidskrift, grundad 1930. Ursprungligen under namnet Astounding Stories byte det 1938 namn till Astounding Science Fiction, för att 1960 byta namn till Analog Science Fact & Fiction , och 1992 till nuvarande namn. Kallas även kort och gott för Astounding.
Magasinet hade sin storhetstid under John W. Campbells redaktörskap. Han arbetade för att fokus skulle vara både på Science och på Fiction. Målet var alltså att berättelserna inte enbart skulle vara fantastiska äventyr utan även ta hänsyn till hur den tekniska utvecklingen skulle kunna ske.
Många ledande science fiction-författare har börjat sin karriär med att bli publicerade i magasinet. Isaac Asimovs Stiftelseserie, en av de mest inflytelserika science fiction-berättelserna, publicerades från början i form av noveller i magasinet 1942-1950. Det var också i Astounding Science Fiction som L. Ron Hubbard i maj 1950 publicerade artikeln Dianetics som sedan kom att utvecklas till boken Dianetik: Den moderna vetenskapen om mental hälsa, vilken i sin tur utvecklades till Scientologi.

## Redaktörer
- Harry Bates, 1930-1933
- F. Orlin Tramine, 1933-1937
- John W. Campbell, 1937-1971
- Ben Bova, 1971-1978
- Stanley Schmidt, 1978-2012
- Trevor Quachri, 2012-